# 索巴
索巴是位于苏丹中部的一个古代遺跡和已廢棄的城镇。 1821年，當局在建設喀土穆时，就派人將索巴境內的房屋拆走，這些被拆的建築成為了喀土穆新建築的原材料。